# 1919年11月7日月食
1919年11月7日月食为一次在协调世界时1919年11月7日出現的月偏食。該次月食半影食分為1.169、全影食分為0.184。偏食維持了46分。

## 概述
這次月食的食分是2.79，偏食維持了46分。

## 基本參數
- 類型：月偏食
- 食甚資料：
  - 日期：1919年11月7日
  - 時間：23:44
  - 月球位置：赤經2.79度、赤緯17.1度
  - 食分：半影食分：1.169、全影食分：0.184
  - 持續時間：偏食46分

## 外部連結
- NASA月食專頁（页面存档备份，存于）（英文）